# Lake E
Der Lake E, in einigen Quellen auch Lake Tunawhakaheke genannt, ist ein See in der Region Waikato auf der Nordinsel von Neuseeland. Er gehört zu einer Gruppe von Seen, die mit Buchstaben bezeichnet sind und deren Reihe von „A“ bis „E“ reicht.

## Geographie
Der rund 6,7 Hektar große und bis zu 1,0 m tiefe Lake E befindet sich in einer landwirtschaftlich genutzten Gegend, rund 1,8 km nördlich der nördlichen Stadtgrenze von Hamilton. Rund 1,55 km nordnordwestlich ist der Lake A zu finden. Das Gewässer misst eine Länge von rund 580 m in Ost-West-Richtung und besitzt eine maximale Breite von rund 130 m in Nord-Süd-Richtung. Der Umfang des Sees beträgt rund 1,35 km.
Die Oberfläche des Torfsees befindet sich auf einer Höhe von 29,66 m. Wenige kleine Rinnsale tragen ihm das Wasser zu. Der Wasserablauf befindet sich an seinem östlichen Ende in Richtung Norden in den Komakorau Stream.